# 아시코촌
아시코촌(일본어: 蘆子村)은 일본 가나가와현 아시가라시모군에 설치되었던 촌이다. 현재의 오다와라시에 해당한다.

## 역사
- 1889년 4월 1일 - 정촌제 시행에 의해 아시코촌이 성립하였다.
- 1908년 4월 1일 - 후타가와촌, 구노촌, 도미즈촌과 합병해 아시가라촌이 성립하여, 동일 아시코촌은 폐지되었다.

## 교통

### 철도
현재는 이즈하코네 철도 다이유잔선, 오다큐 오다와라선이 촌 지역을 지나고 있지만, 당시에는 미개업 상태였다.

## 참고 문헌
- 角川日本地名大辞典編纂委員会,『角川日本地名大辞典 神奈川県』1984, 角川書店